# Мордано (Болоња)
Мордано (итал. Mordano) је насеље у Италији у округу Болоња, региону Емилија-Ромања.
Према процени из 2011. у насељу је живело 1903 становника. Насеље се налази на надморској висини од 20 м.

## Становништво
| 1931. | 1936. | 1951. | 1961. | 1971. | 1981. | 1991. | 2001. | 2011. |
| ----- | ----- | ----- | ----- | ----- | ----- | ----- | ----- | ----- |
| 3.935 | 3.886 | 3.870 | 3.682 | 3.667 | 3.782 | 3.834 | 4.246 | 4.644 |